# Черемисские
Черемисские — упразднённая деревня в Нюксенском районе Вологодской области.
Входит в состав Городищенского сельского поселения, с точки зрения административно-территориального деления — в Городищенский сельсовет.
Расстояние по автодороге до районного центра Нюксеницы — 54 км, до центра муниципального образования Городищны — 14 км. Ближайшие населённые пункты — Опалихи, Малые Ивки, Струбиха.
По данным переписи в 2002 году постоянного населения не было.
Упразднена 2 мая 2020 года.